# 沅州
沅州（げんしゅう）は、中国にかつて存在した州。南北朝時代から清代にかけて、現在の湖南省懐化市一帯に設置された。

## 概要
560年（天嘉元年）、南朝陳により荊州の天門郡・義陽郡・南平郡と郢州の武陵郡を分割して設置された武州を前身とする。575年（太建7年）、武州は沅州と改称された。
589年（開皇9年）、隋が南朝陳を滅ぼすと、沅州は嵩州と改称された。596年（開皇16年）、嵩州は朗州と改称された。
691年（天授2年）、武周により巫州が沅州と改称された。沅州は江南道に属し、竜標・朗渓・潭陽の3県を管轄した。725年（開元13年）、唐により沅州は巫州と改称された。770年（大暦5年）、巫州は叙州と改称された。
1074年（熙寧7年）、北宋により叙州は沅州と改称された。沅州は荊湖北路に属し、盧陽・麻陽・黔陽・渠陽の4県と安江・托口・貫保・渠陽・竹灘・洪江・若渓・便渓の8寨を管轄した。
1275年（至元12年）、元により沅州に安撫司が置かれた。1277年（至元14年）、沅州安撫司は沅州路総管府と改められた。沅州路は湖広等処行中書省に属し、盧陽・黔陽・麻陽の3県を管轄した。1364年、朱元璋により沅州路は沅州府と改められた。
1376年（洪武9年）、明により沅州府は沅州に降格した。州治の盧陽県が廃止されて、沅州に編入された。沅州は辰州府に属し、黔陽・麻陽の2県を管轄した。
1736年（乾隆元年）、清により沅州は沅州府に昇格した。沅州府は湖南省に属し、芷江・黔陽・麻陽の3県を管轄した。
1913年、中華民国により沅州府は廃止された。